# Димитър Стойков
 Тази статия е за революционера Димитър Стойков.  За акордеониста вижте Димитър Стойков (акордеонист).  
Димитър Великов Стойков е български офицер, полковник и революционер, деец на Вътрешната македоно-одринска революционна организация.

## Биография
Димитър Стойков е роден на 28 август 1875 година в неврокопското село Гайтаниново, тогава в Османската империя. Той е най-малкият брат на генерал Иван Стойков, който загива при атентата в църквата „Света Неделя“ в София и Георги Стойков – апелативен съдия на цялата Южна България. Техен братовчед е ръководителят на ВМОРО и ВМОК Борис Сарафов. Завършва през 1897 година Военното училище в София, заедно с братовчед си Борис Сарафов с чин поручик, но Сарафов напуска веднага офицерството и се отдава на ВМРО. През 1903 година Димитър Великов Стойков влиза във вътрешността на Македония с четата на Димитър Дечев и Борис Сарафов. Точно поради това между 26 март 1903 и 17 септември 1904 г. е в запаса. На Смилевския конгрес на ВМОРО е избран за военен съветник на ВМОРО. През Димитър Великов Стойков минават на военно обучение всички войводи на чети, а след това лично прави и ръководи военни маневри в Охридско, като разделя всички чети на въстаниците на две групи (въстаници и поганци-османлии б.а.), като с това се създават условия близки до тези, при които ще бъде вдигнато въстанието. През Илинденско-Преображенското въстание е в щабната чета заедно с Даме Груев, Борис Сарафов и Анастас Лозанчев, с която се сражава при Смилево. Още в самото начало на Илинденската епопея Димитър Стойков, заедно с братовчед си Борис Сарафов, подпалват къщата на Георги Чуранов по военно-тактически съображения със съгласието на Даме Груев. Димитър Стойков е заловен и изпратен на заточение в Диарбекир от където успява да избяга. Завръща се в България и постъпва отново на военна служба на 17 септември 1904 година.
По-късно участва във войните за национално обединение и достига до чин полковник. Уволнен е на 16 ноември 1918 г.

## Военни звания
- Подпоручик (1897)
- Поручик (1901)
- Капитан (19 септември 1906)
- Майор (14 юли 1913)
- Подполковник (5 октомври 1916)
- Полковник (30 януари 1920)

## Родословие
|               |               |               |               |               |               |  |  |                         |                         |                         |                         | Велико (Велик) Стойков (около 1835 – 1879) | Велико (Велик) Стойков (около 1835 – 1879) | Велико (Велик) Стойков (около 1835 – 1879) | Велико (Велик) Стойков (около 1835 – 1879) | Велико (Велик) Стойков (около 1835 – 1879) | Велико (Велик) Стойков (около 1835 – 1879) |                              |                              | Мария Сарафова (около 1840 – 1879) | Мария Сарафова (около 1840 – 1879) | Мария Сарафова (около 1840 – 1879) | Мария Сарафова (около 1840 – 1879) | Мария Сарафова (около 1840 – 1879) | Мария Сарафова (около 1840 – 1879) |                            |                            |                            |                            |  |  |                               |                               |                               |                               |                               |                               |  |  |  |  |  |  |
|               |               |               |               |               |               |  |  |                         |                         |                         |                         | Велико (Велик) Стойков (около 1835 – 1879) | Велико (Велик) Стойков (около 1835 – 1879) | Велико (Велик) Стойков (около 1835 – 1879) | Велико (Велик) Стойков (около 1835 – 1879) | Велико (Велик) Стойков (около 1835 – 1879) | Велико (Велик) Стойков (около 1835 – 1879) |                              |                              | Мария Сарафова (около 1840 – 1879) | Мария Сарафова (около 1840 – 1879) | Мария Сарафова (около 1840 – 1879) | Мария Сарафова (около 1840 – 1879) | Мария Сарафова (около 1840 – 1879) | Мария Сарафова (около 1840 – 1879) |                            |                            |                            |                            |  |  |                               |                               |                               |                               |                               |                               |  |  |  |  |  |  |
|               |               |               |               |               |               |  |  |                         |                         |                         |                         |                                            |                                            |                                            |                                            |                                            |                                            |                              |                              |                                    |                                    |                                    |                                    |                                    |                                    |                            |                            |                            |                            |  |  |                               |                               |                               |                               |                               |                               |  |  |  |  |  |  |
|               |               |               |               |               |               |  |  |                         |                         |                         |                         |                                            |                                            |                                            |                                            |                                            |                                            |                              |                              |                                    |                                    |                                    |                                    |                                    |                                    |                            |                            |                            |                            |  |  |                               |                               |                               |                               |                               |                               |  |  |  |  |  |  |
| Атанас Юруков | Атанас Юруков | Атанас Юруков | Атанас Юруков | Атанас Юруков | Атанас Юруков |  |  | Янинка (Енинка) Юрукова | Янинка (Енинка) Юрукова | Янинка (Енинка) Юрукова | Янинка (Енинка) Юрукова | Янинка (Енинка) Юрукова                    | Янинка (Енинка) Юрукова                    |                                            |                                            | Георги Стойков (1860 – 1935)               | Георги Стойков (1860 – 1935)               | Георги Стойков (1860 – 1935) | Георги Стойков (1860 – 1935) | Георги Стойков (1860 – 1935)       | Георги Стойков (1860 – 1935)       |                                    |                                    | Иван Стойков (1866 – 1925)         | Иван Стойков (1866 – 1925)         | Иван Стойков (1866 – 1925) | Иван Стойков (1866 – 1925) | Иван Стойков (1866 – 1925) | Иван Стойков (1866 – 1925) |  |  | Димитър Стойков (1875 – 1958) | Димитър Стойков (1875 – 1958) | Димитър Стойков (1875 – 1958) | Димитър Стойков (1875 – 1958) | Димитър Стойков (1875 – 1958) | Димитър Стойков (1875 – 1958) |  |  |  |  |  |  |
| Атанас Юруков | Атанас Юруков | Атанас Юруков | Атанас Юруков | Атанас Юруков | Атанас Юруков |  |  | Янинка (Енинка) Юрукова | Янинка (Енинка) Юрукова | Янинка (Енинка) Юрукова | Янинка (Енинка) Юрукова | Янинка (Енинка) Юрукова                    | Янинка (Енинка) Юрукова                    |                                            |                                            | Георги Стойков (1860 – 1935)               | Георги Стойков (1860 – 1935)               | Георги Стойков (1860 – 1935) | Георги Стойков (1860 – 1935) | Георги Стойков (1860 – 1935)       | Георги Стойков (1860 – 1935)       |                                    |                                    | Иван Стойков (1866 – 1925)         | Иван Стойков (1866 – 1925)         | Иван Стойков (1866 – 1925) | Иван Стойков (1866 – 1925) | Иван Стойков (1866 – 1925) | Иван Стойков (1866 – 1925) |  |  | Димитър Стойков (1875 – 1958) | Димитър Стойков (1875 – 1958) | Димитър Стойков (1875 – 1958) | Димитър Стойков (1875 – 1958) | Димитър Стойков (1875 – 1958) | Димитър Стойков (1875 – 1958) |  |  |  |  |  |  |